# Alive on planet earth
Alive on planet earth is het eerste livealbum van The Flower Kings. Het album is opgenomen tijdens twee tournees die de band hield. Tomas Bodin speelde niet mee tijdens de eerste, wel tijdens de tweede. De opnamen vonden als volgt plaats:
- Cd1: 8 september 1998 op Chapel Hill, North Carolina tijdens Progday en 11 en 12 september in zaal D’Auteuil te Quebec in Canada;
- Cd2: 15 en 16 maart 1999 in On Air West te Tokio en 18 maart 1999 in Club Quattro te Osaka.

## Musici
- Roine Stolt – gitaar, zang
- Tomas Bodin - toetsinstrumenten Cd2
- Robert Engstrand – toetsinstrumenten Cd1
- Hans Fröberg – zang, gitaar
- Michael Stolt – basgitaar
- Jaime Salazar – slagwerk

## Muziek
| Nr. | Titel                                              | Duur  |
| --- | -------------------------------------------------- | ----- |
| 1.  | There is more to this world                        | 11:31 |
| 2.  | Church of your herat                               | 9:41  |
| 3.  | The Judas kiss                                     | 15:43 |
| 4.  | Nothing new under the sun                          | 4:13  |
| 5.  | The lamb lies down on broadway (cover van Genesis) | 9:17  |

| Nr. | Titel                    | Duur  |
| --- | ------------------------ | ----- |
| 1.  | Big puzzle               | 18:29 |
| 2.  | Sounds of violence       | 6:37  |
| 3.  | Three stories            | 6:04  |
| 4.  | In the eyes of the world | 12:14 |
| 5.  | The flower king          | 11:27 |
| 6.  | Stardust we are (part 3) | 10:00 |